# Кравера (Асти)
Кравера је насеље у Италији у округу Асти, региону Пијемонт.
Према процени из 2011. у насељу је живело 24 становника. Насеље се налази на надморској висини од 203 м.